# سوسن سیاوشی
سوسن سیاوشی استاد ایرانی-آمریکایی علوم سیاسی و روابط بین‌الملل در دانشگاه ترینیتی است. او سردبیر نشریه مطالعات ایرانی است. او برای آثارش در زمینه تاریخ معاصر ایران شناخته شده‌است.

## آثار
- Montazeri: The Life and Thought of Iran's Revolutionary Ayatollah, Cambridge University Press, 2017
- Liberal Nationalism In Iran: The Failure Of A Movement, Westview Press, 1990